# Баймей-хан
Баймей-хан (д/н — 745) — останній каган Другого Східнотюркського каганату у 743—745 роках.

## Життєпис
Походив з династії Ашина. Син Пан Кюль-тегіна, шада. При народженні отримав ім'я Кулу-бек. Разом з батьком і братом Усумишем брав участь у поході проти Тенгрі-кагана, якого повалили. Фактичну владу в каганаті захопили батько, поставивши номінальним каганом сина Більге (ім'я невідоме), що став 7-м володарем. Але того ж року був повалений Кутлугом-ябгу.
Потім спільно з братом Усумишем, що прийняв ім'я Озмиш-тегіна, боровся проти Альп-Більге-кагана. 743 року гине Озмиш і східні аймаки обирають каганом Кулуна, що змінив ім'я на Баймей-хан. Продовжив боротьбу з уйгурами та Аль-Більге-каганом. Водночас намагався налагодити відносини з танським імператором Сюань-цзуном.
744 року Альп-Більге-каган загинув у війні з уйгурами, які визнали каганом Баймея. За цим танський військовик Ван Чжунсі завдав поразки тюркам в битві біля гори Сахеней, знищивши 11 родів. За цим Баймей визнав зверхність Сюань-цзуна. Це викликало нове повстання уйгурів на чолі з Пейло, які завдали поразки загонам кагана, самого схопили й стратили. Його вдова з рештками підвладних тюрків перебралася на китайські землі. Замість Другого східнотюркського каганату постав Уйгурський.